# Prometor benthophila
Prometor benthophila is een lepelworm uit de familie Bonelliidae.
De wetenschappelijke naam van de soort werd in 1948 gepubliceerd door Walter Kenrick Fisher.